# Ron Leavitt
Ron Leavitt (ur. 7 listopada 1947 w Nowym Jorku, zm. 10 lutego 2008 w Kalifornii) – amerykański scenarzysta i producent filmowy. Wraz z Michaelem G. Moye współtwórca serialu „Świat według Bundych”.
Jego długoletnią partnerką była aktorka i modelka Jessica Hahn, z którą miał dwoje dzieci. Zmarł na raka płuc.

## Filmografia
jako scenarzysta
- Bracne vode (2008)
- Rém rendes család Budapesten, Egy (2006)
- The Help (2004)
- Świat według Bundych (1987–1997)
- Unhappily Ever After (1995)
- Vinnie & Bobby (1992)
- Top of the Heap (1991)
- The Earth Day Special (1990)
- It's Your Move (1984–1985)
- The Jeffersons (1980–1984)
- Silver Spoons (1982)
- Laverne & Shirley (1979)
- Happy Days (1978)